# Izabela Trojanowska
Izabela Ludwika Trojanowska (tên khai sinh: Izabela Ludwika Schütz; sinh ngày 22 tháng 4 năm 1955 tại Olsztyn) là một ca sĩ nhạc rock và diễn viên điện ảnh người Ba Lan.

## Sự nghiệp
Izabela Ludwika Trojanowska nổi tiếng với hai ca khúc "Tyle samo prawd ile kłamstw" và "Wszystko czego dziś chcę" được cho ra mắt vào năm 1980. Bà góp mặt trong nhiều phim điện ảnh và sê-ri phim truyền hình. Trong đó, Izabela Ludwika Trojanowska được khán giả đặc biệt yêu thích qua diễn xuất trong opera xà phòng Klan.

## Đĩa nhạc

### Album phòng thu
- 1981: Iza
- 1982: Układy
- 1990: Izabela Trojanowska
- 1993: Pożegnalny cyrk (cùng Tadeusz Nalepa)
- 1996: Chcę inaczej
- 2011: Życia zawsze mało

### Tổng hợp
- 1991: The Best of Izabela Trojanowska
- 1999: Wszystko czego dziś chcę – Złota kolekcja
- 2006: Komu więcej, komu mniej – The Best
- 2007: Sobie na złość – Platynowe przeboje
- 2007: Gwiazdy polskiej muzyki lat 80.

## Phim tiêu biểu
- 1979: Strachy trong vai Teresa Sikorzanka
- 1980: Kariera Nikodema Dyzmy trong vai Kasia (tập 2 và 4)
- 1980: Carmilla (Sân khấu truyền hình) trong vai Carmilla
- 1981: 07 zgłoś się trong vai Joanna Borewicz (tập 12)
- 1982: Blisko, coraz bliżej trong vai Hildegarda Belsche (tập 7 và 9)
- 1982: Sto jedenasty trong vai Olga Komarowska và Vera Komarowska
- 1983: Szkoda twoich łez trong vai Teresa Sikorzanka
- Từ 1997: Klan trong vai Monika Ross-Nawrot
- 2010: Fenomen trong vai Hania
- 2018: Juliusz